# La Secuita
La Secuita è un comune spagnolo di 1 153 abitanti situato nella comunità autonoma della Catalogna.